# Giovanni I bar Marta
Giovanni bar Marta (Hormizd Ardashir, ... – Seleucia-Ctesifonte, 683) è stato un vescovo cristiano orientale siro, metropolita di Beth Lapat e di Seleucia-Ctesifonte, e patriarca della Chiesa d'Oriente tra il 680 e il 683.

## Biografia
Scarne sono le informazioni relative a questo patriarca della Chiesa d'Oriente, riportate da Barebreo nel suo Chronicon ecclesiasticum, e dagli storici nestoriani Mari, ʿAmr e Sliba.
Giovanni (Yohannan), noto anche come "bar Marta", proveniva da una nobile famiglia di Hormizd Ardashir, l'odierna Ahvaz in Iran. Educato alla scuola di Bēṯ Lapaṭ, divenne arcivescovo metropolita di Bēṯ Lapaṭ. Alla morte del patriarca Gewargis I, gli succedette sulla cattedra di Seleucia-Ctesifonte e governò la Chiesa d'Oriente per tre anni circa. Anziano e malato, morì nel 683 e fu sostituito dal patriarca Hnan-Isho I.